# Träglhof
Träglhof ist eine Einöde auf dem Gemeindegebiet der Stadt Hirschau im bayerischen Landkreis Amberg-Sulzbach in Deutschland.

## Herkunft des Namens
Der Name Träglhof geht wahrscheinlich auf einen Familiennamen „Trögel“ zurück und bedeutet demnach „Hof eines Trögel“. Im  Wehrverzeichnis des Pflegamts Hirschau aus dem Jahre 1501 wird der Träglhof als „Trögelshof“ erwähnt. 1577 wurde der Träglhof  „Trögleshoff“, 1630 „Dröglshoff“, 1661 „Drögleßhof“, 1766 und 1774 „Träglshof“ genannt. 1783 tauchte erstmals die Schreibweise Träglhof auf.

## Geographie

### Geographische Lage
Träglhof liegt im nördlichen Stadtgebiet von Hirschau an der Grenze des oberpfälzischen Landkreises Amberg-Sulzbach zum Landkreis Neustadt an der Waldnaab.

### Naturräumliche Zuordnung
Träglhof liegt im Norden des Oberpfälzischen Hügellandes. Da von den Einzelblättern 1:200.000 zum Handbuch der naturräumlichen Gliederung Deutschlands das Blatt 154/155 Bayreuth nicht erschienen ist, existiert für den Nordteil des Oberpfälzischen Hügellandes keine Feingliederung.
In einschlägiger Fachliteratur wird die geologische Untereinheit, in der Träglhof liegt, als Kohlberger Höhenrücken bezeichnet.

## Geschichte
Vor dem ersten bayerischen Gemeindeedikt aus dem Jahr 1808 wurde Träglhof immer als zum Amt Hirschau gehörend erwähnt.
Durch das Erste bayerische Gemeindeedikt wurde Massenricht mit Träglhof zum Steuerdistrikt und dem Landgericht Amberg und damit dem Naabkreis zugeordnet. Nach der Auflösung des Naabkreises zugunsten des Mainkreises und des Regenkreises wurde Massenricht 1810 zusammen mit dem Landgericht Amberg dem Regenkreis zugeordnet (ab 1838 Oberpfalz und Regensburg). Durch das Zweite bayerische Gemeindeedikt wurde Massenricht 1818 eine eigenständige politische Gemeinde und Träglhof ein Teil davon.
Am 1. Mai 1978 wurde Träglhof als Teil der Gemeinde Massenricht zusammen mit den Orten Massenricht, Obersteinbach, Untersteinbach, dem Weiler Rödlas und der Einöde Hummelmühle im Zuge der Gemeindegebietsreform in die Stadt Hirschau eingegliedert.

## Religionen
Die Glaubenswirren des 16. und 17. Jahrhunderts wirkten sich auch in der Gegend um Träglhof aus. Es ist anzunehmen, dass Träglhof, das wohl ursprünglich zum Benefizium und später zur Expositur Ehenfeld gehörte, mehrmals die Konfession wechselte. Im Jahr 1628 wurde Träglhof zusammen mit Ehenfeld endgültig katholisch.
Ehenfeld ist noch als Pfarrgemeinde selbständig, bildet aber mit Hirschau seit 2003 eine Seelsorgeeinheit.

## Verkehr
Träglhof erreicht man von Hirschau aus über Ehenfeld nach sechs Kilometern über die Kreisstraße AS 18 oder nach sieben Kilometern über Nebenstraßen von Kohlberg aus. Von Freihung aus erreicht man Träglhof über die AS 18 über Elbart nach etwa sechs Kilometern.
Bis zur Anschlussstelle Wernberg-Köblitz der Autobahn A93 sind es von Träglhof aus 19 km. Die Autobahn A6 ist von Träglhof aus entweder über die Autobahn A 93, Anschlussstelle Wernberg-Köblitz, und dann über das Autobahnkreuz Oberpfälzer Wald nach 22 km oder über die Anschlussstelle Amberg-West nach 28 km zu erreichen.
An den öffentlichen Nahverkehr ist Träglhof mit zwei Buslinien angebunden. Dabei handelt es sich um die Linie 59 der RBO über Lintach nach Amberg (VGN-Linie 459) und um den Ortslinienverkehr Hirschau, der einige der im nördlichen Gemeindegebiet Hirschaus liegenden Ortsteile miteinander verbindet (RBO-Linie 6334, VGN-Linie 468).
Die nächstgelegenen Bahnhöfe befinden sich in Freihung (6 km), in Röthenbach (7 km), Wernberg-Köblitz (19 km) und in Amberg (25 km).

## Söhne und Töchter des Ortes
Hermann Fellner (* 20. Dezember 1950 – 2020), gebürtig und aufgewachsen in Träglhof, war von 1980 bis 1990 Abgeordneter des Deutschen Bundestages. In seiner Zeit als Abgeordneter war er unter anderem der innenpolitische Sprecher der CSU-Landesgruppe. Fellner wohnte in Freudenberg.